# Eteri Tutberidze
Eteri Gieorgijewna Tutberidze, ros. Этер Георгиевна Тутберидзе (ur. 24 lutego 1974 w Moskwie) – radziecka i rosyjska łyżwiarka figurowa i trenerka łyżwiarstwa specjalizująca się w przygotowywaniu młodych solistek i solistów.

## Życiorys
Tutberidze pochodzi z rodziny o gruzińsko-rosyjsko-ormiańskich korzeniach. W wieku lat czterech rozpoczęła treningi łyżwiarskie pod okiem Jewgienii Zelikowej i Edouarda Plinera. Jako nastolatka przerzuciła się z jazdy indywidualnej na tańce na lodzie. Jeździła w parze między innymi z Wiaczesławem Cziczekinem i Alieksiejem Kiliakowem. Trenowała kolejno u Lidii Kabanowej, Jeleny Czajkowskiej, Natalji Liniczuk i Giennadija Akkermana.
Studiowała na Akademii Wychowania Fizycznego w moskiewskiej Małachowce, gdzie zrobiła dyplom z choreografii na wydziale sztuki współczesnej. Sześć lat spędziła w Stanach Zjednoczonych, gdzie urodziła się jej córka Diana (w roku 2003).
Po sezonie 1991/1992 zaczęła jeździć w pokazach łyżwiarskich z rewią Ice Capades, a następnie pracować jako trener w San Antonio w Teksasie. Po powrocie do Moskwy pracowała w kilku klubach, zanim ostatecznie osiadła w Samba 70, gdzie współpracuje z Siergiejem Dudakowem.

## Kariera trenerska

### NAJBARDZIEJ ZNANE ŁYŻWIARKI FIGUROWE Z SAMBO-70:
- Julia Lipnicka - Mistrzyni olimpijska z kategorii drużynowej w 2014 roku oraz mistrzyni Europy z tego samego roku. Była pierwszą studentką Tutberidze, która znalazła się na igrzyskach olimpijskich. Lipnicka trenowała z Team Tutberidze od 2009 roku, zakończyły współprace w listopadzie 2015. Dwa lata później łyżwiarka ogłosiła zakończenie kariery.
- Jewgienija Miedwiediewa - Srebrna medalistka igrzysk olimpijskich z 2018 roku, dwukrotna mistrzyni Europy i świata (2016,2017) . Spędziła w Sambo-70 większość swojej kariery (od 2007 do 2018, potem 2020-2021). Miedwiediewa opuściła Eteri w 2019 żeby zacząć jeździć u Briana Orsera jednak pandemia COVID-19 zmusiła ją do powrotu do Rosji i treningu tam.
- Alina Zagitowa - Mistrzyni olimpijska w kategorii solistek oraz wicemistrzymi (wraz z Medwiediewą) z kategorii drużynowej z 2018 roku. Mistrzyni świata (2019). Trenowała u Tutberidze od 2015 do 2019.
- Alona Kostornoj - Mistrzyni Europy (2020), finału Grand Prix (2019). Przebywała w Sambo-70 od 2017 do 2020 a potem od marca 2021 do marca 2022. Alona zakończyła współprace w 2020 roku przez to, że Siergej Rozanow przeniósł się aby być trenerem w Akademii Pluszczenko. Alona argumentowała, że Rozanow jest ważnym elementem jej słynnego potrójnego axela.
- Anna Szczerbakowa - Mistrzyni olimpijska (2022), mistrzyni świata (20221), mistrzyni Europy z 2022 (po zdyskwalifikowaniu Kamiły Walijewy). Zaczęła trenować wraz z Eteri w 2013, zakończyły one współprace w 2024 roku.
- Aleksandra Trusowa (obecnie Ignatowa, po mężu) - Wicemistrzyni olimipjska (2022), brązowa medalistka mistrzostw świata (2021), wicemistrzyni (2022) i brązowa medalistka mistrzostw Europy (2020) i finału Grand Prix (2019). Sukcesy osiągała głównie w kategorii juniorskiej. Jest znana z jej poczwórnych skoków. Trusowa dołączyła do Team Tutberidze już po rozpoczęciu prób skakania skoków poczwórnych w 2016 zakończyły one współprace w 2020. Aleksandra powróciła do byłej trenerki w maju 2021, podczas krótkiej nieobecności Trusowej trenowała u Jewgienija Pluszczenko, największego rywala Eteri podczas ich karier trenerskich. Trusowa ponownie opuściła Sambo-70 w październiku 2022.
- Kamiła Walijewa - Jedyne nieanulowane osiągnięcia Walijewy są z kariery juniorskiej. Została wysłana na igrzyska olimpijskie w Pekinie gdzie zdobyła złoty medal w kategorii drużynowej. Podczas testów antydopingowych (które przez Team Tutberidze zostały oznaczone jako nie istotne podczas wysyłania próbek) wykryto w jej krwi nielegalną substancję. Ceremonia wręczenia medali nie odbyła się a sama Kamiła mimo młodego wieku dostała pozwolenie aby dalej uczestniczyć w igrzyskach pod warunkiem, że jeśli zdobyłaby ona następny medal ceremonia znowu się nie odbędzie. Walijewa zdobyła 1 miejsce w krótkim programie, za to w programie dowolnym ukwalifikowała się 4. Kamiłę potem zdyskwalifikowano z igrzysk oraz inne z jej osiągnięć od 25 grudnia 2021 roku.